# パープルタウン
パープルタウン（PURPLE TOWN）は、鳥取県倉吉市にある地元主導型ショッピングセンター。
元々地元商業者のみで設立した倉吉ショッピングセンター株式会社がデベロッパーとして開発・運営していたが、経営難による経営再建を行う過程でパープルタウン株式会社が運営を継承した。
地元ではパータンの愛称で呼ばれる。

## 歴史
地元商業者のみで「倉吉ショッピングセンター株式会社」を設立し、木材市場の跡地に2階建てのショッピングセンターを建設し、1981年（昭和56年）11月28日に完全地元主導型ショッピングセンターとして開業した。
15周年を迎えた1996年（平成8年）7月19日に3階部分を増床し、3スクリーンの映画館「シネマエポック」とフィットネスクラブがオープンした。また同年10月25日に全館リニューアルオープンし、ファストフード店が出店し、広場に水族館がオープン。またポイントカード「Pカード」の受付も開始した。
多額の有利子負債や当時の核テナントの経営不振による延滞の発生などにより経営難に陥ったことから、2003年（平成15年）8月に鳥取県中小企業再生支援協議会の支援を受け、「倉吉ショッピングセンター株式会社」を特別清算して、鳥取県中小企業再生支援ファンドと地元企業が出資する新会社「パープルタウン株式会社」に当施設の運営を継承。
新会社には流通大手での勤務経験者を経営再建の責任者として迎え、県外資本のテナント導入を含むテナント招致やフードコートの開設などを行い、2年間の再生計画期間中に黒字転換して、経営再建を完了した。
25周年の2006年（平成18年）に本館の外壁塗り替えを行っている。
施設の老朽化に伴い2022年（令和4年）9月より営業を続けながら改装が行われ、同年11月24日にリニューアルオープンした。

## テナント
本館は南側、別館は北側にあり、連絡通路を介して直結している。

### シネマエポック
1996年のパープルタウン増床と共にオープンした3スクリーンの映画館。大饗興業によって運営されている。
かつて倉吉市には「寿座」「旭座」「日本館」「富士館」「有楽座」「倉吉東映」「栄楽館」などといった映画館が存在していたが、1960年代以後に相次いで閉館し、最後まで残った「富士館」が1993年9月に閉館。シネマエポック開館まで約3年のブランクが生じた。
| スクリーンNo. | 座席数 | 音響                  |
| ------------- | ------ | --------------------- |
| 1             | 108    | 5.1chデジタルサウンド |
| 2             | 108    | 5.1chデジタルサウンド |
| 3             | 146    | 5.1chデジタルサウンド |

## 交通
- JR西日本山陰本線 倉吉駅から徒歩10分
- 日交バス・日ノ丸バスより「山根パープルタウン前」で下車後徒歩1分
- 国道179号山根西交差点

## 周辺施設
- 倉吉シティホテル
- 倉吉タウンホテル

## 提供番組
- 角兵衛のGO!GO!パープル - かつてBSSラジオで放送されていた。

## その他
- ぱぅたん - パープルタウン公式キャラクター。一般公募および人気投票により2016年11月23日に決定。また、決定した日がぱぅたんの誕生日となっている[広報 3]。
- コマーシャルソングには八神純子の「パープルタウン 〜You Oughta Know By Now〜」が使われている。